# Francisco Henares y Briega
Francisco Henares y Briega (Sevilla, 1872-La Habana, 1948) fue un ingeniero, escritor, profesor y dibujante español, emigrado a Cuba.

## Biografía
Nació el 4 de septiembre de 1872 en Sevilla. Doctor en Ciencias, fue ingeniero agrícola y dibujante. Hizo sus primeros estudios en Zaragoza, Madrid y Barcelona, ingresando en esta última ciudad en la Academia de Bellas Artes, donde cultivó el dibujo y la pintura. Trasladado a la Habana muy joven obtuvo en la Universidad de la Habana los títulos de doctor en Farmacia, doctor en Ciencias e ingeniero agrícola y perito químico azucarero.
Fue miembro de la Academia Nacional de Artes y Letras e ilustró diversas obras de autores cubanos, entre ellas la Historia de Cuba de Vidal Morales, Estudios de la naturaleza del doctor Aguayo y otras de Borrero Echevarría y Carlos de la Torre. También publicó algunos trabajos referentes a asuntos científicos. Falleció en 1948 en La Habana.